# 夏煊澤
夏 煊澤（か けんたく、シャー・シェンザ、Xia Xuanze、夏 煊澤 1979年1月5日 - ）は中国のバドミントン選手。

## 来歴
1996年からプロとしてプレーを始めたが、最初の数年は大した成績を残せなかった。しかし、2000年の全英オープンとスイスオープンで当時のスター選手タウフィック・ヒダヤットやヘンドラワンを連破して優勝し、人々の注目を集めた。2000年シドニーオリンピックで銅メダルを手にする。
その後の1年間は低迷したが、2001年にワールドグランプリで優勝、続いて中国オープンも制覇する。2002年はタイトルを取れなかったものの、1年間世界ランキング1位をキープする。
2003年のジャパンオープンでは再びタイトルを手にし、その半年後の世界選手権で初の世界チャンピオンに輝く。
しかし、同年のシンガポールオープンで肩と膝を痛め、再び低迷を迎える。2004年のオリンピックで前回の銅メダルを金に塗り替えると宣言したが落選。
現在は現役を引退し、中国代表チームのコーチをしている。